# (6474) Choate
(6474) Choate (1987 SG1) – planetoida z grupy pasa głównego asteroid okrążająca Słońce w ciągu 4,11 lat w średniej odległości 2,56 j.a. Odkryta 21 września 1987 roku.